# Federativs förlag

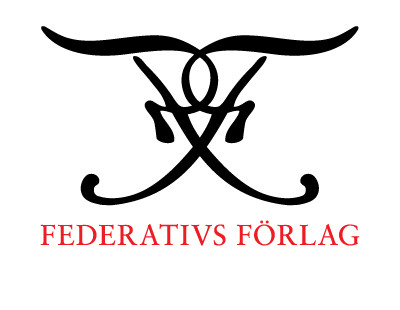
Federativs förlags logotyp.

Federativs förlag är ett bokförlag som ägs av SAC-Syndikalisterna. Stommen i utgivningen är böcker om syndikalism, anarkism och feminism, men även skönlitteratur och böcker om andra samhällsfrågor ges ut, bland annat situationen i tredje världen.

## Utgivning i urval
- Albert Jensen och Revolutionen (2001) av Arwid Lund
- Anarkistiska minnen (2015) av Emma Goldman
- De obesuttna (2020) av Ursula K. Le guin
- En ny värld i våra hjärtan (2006) av Britta Gröndahl (red.)
- Fackliga fribrytare (2011) av Ingemar Sjöö
- Människor i nöd (2009) av Elise Ottesen-Jensen
- Sabotage (2006) av Frans Severin
- Syndikalismen (2005) av Sven Lagerström
- Syndikalismen i Sverige 1903-1922 (1993) av Lennart K. Persson
- Vi har rätt 2.1 (2015) av Lena Barrow & Jona Elings

## Äldre utgivning
Arbetarekalendern med undertiteln "uppslagsbok i skilda ämnen" var till format och disposition snarlik Tidens kalender. Den började utges med årgång 1920 (alltså på hösten 1919), de fyra första åren med titeln S.A.C:s arbetarekalender. Sista årgången var 1982.
En ordbok sammanställd av Gösta Langenfelt påbörjades i årgång 1947 och hade 1952 nått fram till Q-S. Utöver allmänbildande artiklar förekom referat från den syndikalistiska internationalen IAA:s kongresser.

## Förlagets historia
Förlaget har varit verksamt sedan 1912, först under namnet SACs förlag men sedan 1921 under sitt nuvarande namn.

## Förlagsföreståndare och redaktörer
År 1917 tillsätter SACs arbetsutskott en förlagsföreståndare till vilken plats organisationens medlemmar väljer Gustav Sjöström. Denna syssla består fram till 1955, då Verner Stålberg avgår och det arvoderade uppdraget i stället ersätts med en förlagskommitté. Kommittén har fortsatt ansvarat för utgivningen men under några perioder (1976-81 respektive 1990-2006) då SAC ansett att det funnits behov av det, kompletterats med en arvoderad förlagsredaktör. Följande personer har under åren innehaft dessa arvoderade uppdrag.
- 1917-1918 Gustav Sjöström
- 1918 Hugo Martinsson (vik)
- 1918-1919 Rudolv Holme
- 1919-1929 Algot Rosberg
- 1929-1954 Ragnar Johansson
- 1955 Verner Stålberg
- 1976-1981 Ingemar E. Nilsson
- 1981 Göran Werin (vik)
- 1981-1982 Ingemar E. Nilsson
- 1983 Jan Sjöberg (vik)
- 1990-2002 Mikael Sundin
- 2002-2006 Christer Forsberg